# 池田省治
池田 省治（いけだ しょうじ、1952年 - ）は、日本のグラウンドキーパー (groundskeeper) で、同職の第一人者。

## 来歴
黒部の太陽に影響され、大学では土木工学を学ぶ。また、在学中には水上スキージャンプ種目の学生王者になった。
1984年、オフィスショウ設立。同社は当時イベント会社であり1989年のアメリカンボウル日本開催に携わったところ、選手滞在先の近場に天然芝のグラウンドが無かったため、訪日中のグラウンドキーパージョージ・トーマ (George Toma) に師事し代々木公園陸上競技場を5ヶ月かけて整備した。1994年からはトーマの推薦を受けてスーパーボウルのグラウンドクルーとして活動し、技術を磨いた。
その後はオフィスショウのスタッフと共に、国立競技場、東京スタジアム、さいたま市大宮公園サッカー場、駒沢オリンピック公園総合運動場陸上競技場 を始め、FC東京小平グランドといったJリーグクラブの練習場の芝を管理している。
日本人サッカー選手がアウェーの芝にナーバスになるのは子供の頃から様々な芝でプレーした経験が乏しいからであって、その環境を提供できなかった大人に責任があると言い、プロスポーツ用の芝だけでなく、FC東京からの要請や鳥取県でのNPO法人技術顧問就任により、安価な芝による校庭の芝生化にも取り組んでいる。

## 主な役職
- 株式会社オフィスショウ 代表取締役[4]
- NFLスーパーボウルグラウンドクルー[10][6]
- 東京スタジアム ヘッドグラウンドキーパー[2][9]
- さいたま市大宮公園サッカー場 ヘッドグラウンドキーパー[9]
- 日本サッカー協会 施設委員[11]
- NPO法人グリーンスポーツ鳥取 技術顧問[12]
- 東京都小平市小学校校庭緑化アドバイザー
- 維持管理から考える校庭芝生の会 技術指導顧問[4]

## 出演
- 2008年12月02日『報道ステーション』(テレビ朝日) - 常識変える“格安の芝”子供も地域も変わる
- 2013年02月04日『ニュースウオッチ9』(NHK総合) - スーパーボウル 支える日本人[13]
- 2015年05月27日『探検バクモン』(NHK総合) - サッカー 勝利の方程式![14]
- 2016年03月5日,12日『一滴の向こう側』(BSフジ) - 第44回 世界が絶賛する芝職人の技[15]
- 2019年5月12日(11日深夜) - テレビ東京 FOOT×BRAIN